# Zeta v době Balšićů
Zeta (srbsky Зета, černohorsky Zeta) byl středověký státní útvar, nacházející se na Balkáně v jihovýchodní Evropě, zhruba na území současné Černé Hory. Je běžně označována historickým termínem Knížectví Zeta (srbsky Књажевина Зета, černohorsky Kňaževina Zeta), možné je tedy i Zetské knížectví, přestože se ve skutečnosti o knížectví nejednalo. Vládce se tituloval pánem Zety, nikoli knížetem, a přesněji tedy bylo spíše Panství Zeta. Samotné jméno země bylo odvozeno od černohorské řeky Zety. Rozlohou Zeta zahrnovala části dnešní Černé Hory a Albánie. V letech 1356–1421 vládla zemi dynastie Balšićů.

## Historie
Počátky Zety sahají do 9. století jako konfederace sedmi států, založená byzantským císařem Herakleiem v roce 622. Každá země v konfederaci byla řízena županem (představitelem župy), který přísahal věrnost hlavnímu županovi. Ve skutečnosti byly vnitřní spory mezi jednotlivými župany a hlavním županem značné.
Kolem roku 1050 se stal dukelským hlavním županem Michal Vojisavljević, kterému byla roku 1077 udělena královská hodnost. Po jeho smrti roku 1080 se stal následníkem jeho syn Konstantin Bodin a dostal pod kontrolu území Bosny a Rašky.
Za vlády Uroše I. se v dokumentech poprvé objevuje název Černá Hora (Crna Gora).
V roce 1355, po smrti cara Štěpána Dušana, de facto zanikla Srbská říše a „knížectví“ Zeta získalo oficiální plnou samostatnost o rok později, v roce 1356. Zemi začala vládnout dynastie Balšićů a prvním pánem Zety se stal Balša I. Tento vládce také dobyl město Skadar, Kotor nebo Bar. Po Balšově smrti nastoupil na trůn jeho syn Đurađ I., který pokračoval v rozšiřování státních hranic prostřednictvím spojenectví s králem Vukašinem Mrnjavčevićem. Ten byl ale zabit 26. září 1371 během bitvě u řeky Marica. Đurađ našel nové spojence – moravsko-srbského knížete Lazara Hrebeljanoviće a uherského krále Ludvíka I., se kterými ovšem nerozšiřoval území státu, ale zato urovnal spory v Hercegovině. Po vítězství nad Altomanovići získala Zeta území Trebinje, Konavle a Herceg Novi.
V roce 1378 nastoupil na trůn Đurađův bratr Balša II., který měl značné problémy se zachováním vysoké autority své dynastie na celém území Zety. Za jeho války (vlády?) se země zapletla do války s Osmanskou říší a byla založena konkurenční dynastie Crnojevićů. Balša II. zemřel během bitvy v roce 1385.
S příchodem Đurađa II. byla kontrola nad zemí ještě více oslabena (zvláště v okolí města Nikšić). Díky hrozbě osmanské invaze a stálých vnitřních sporů se Đurađ rozhodl zpevnit ochranitelské vztahy Srbska, následkem bylo podepsání smlouvy, na základě které museli zetští vojáci bojovat v bitvě na Kosově poli roku 1389, kde Srbové a Černohorci utrpěli těžkou porážku.
Po Đurađovi II. nastoupil na trůn jeho sedmnáctiletý syn Balša III. Ten, silně ovlivněn svou matkou, prohlásil za státní náboženství ortodoxní křesťanství.

## Galerie

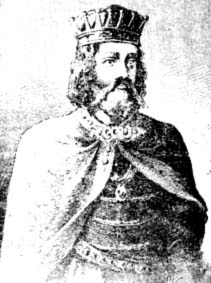
Štěpán I. Nemanjić
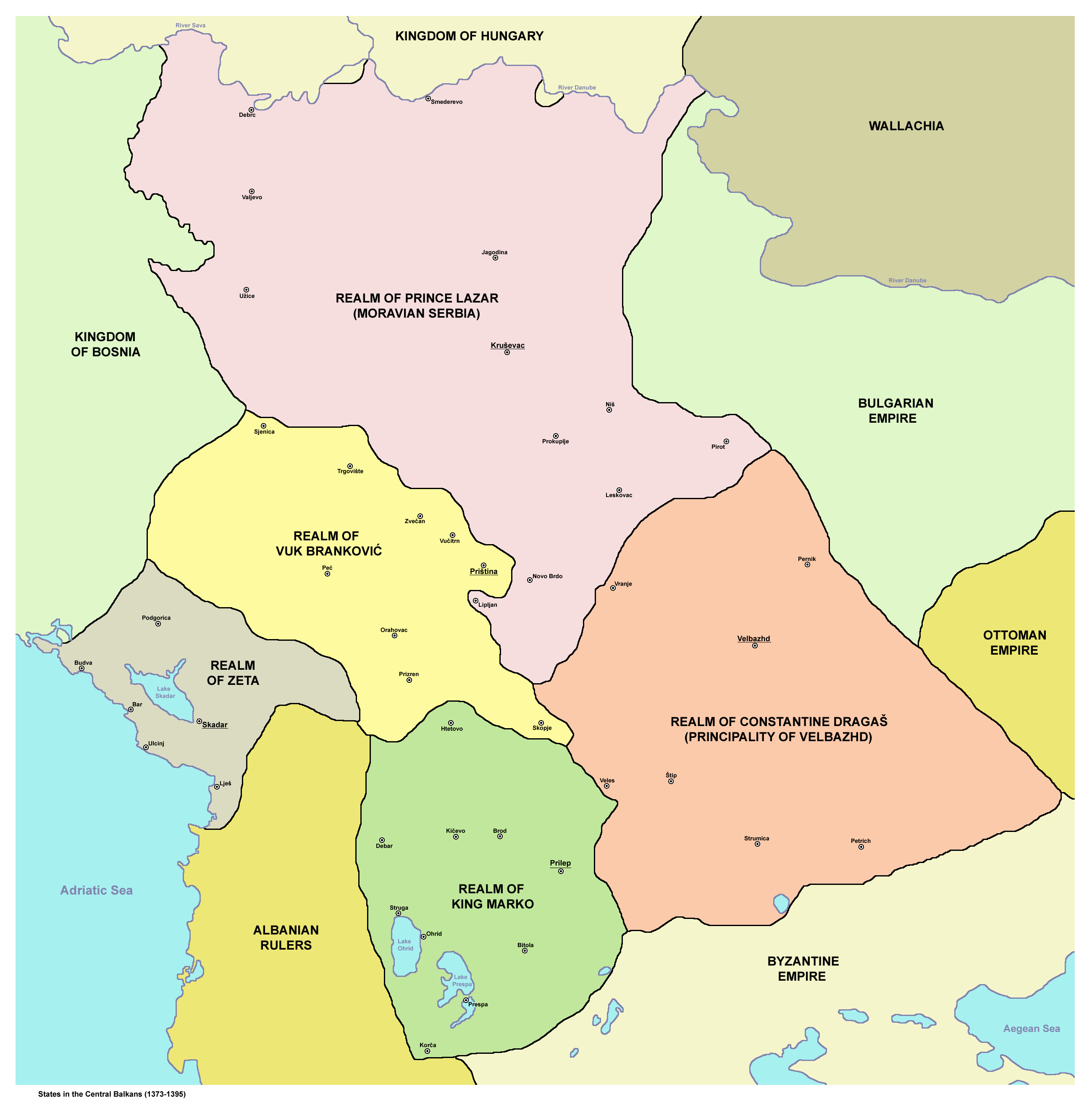
Centrální balkánské státy po roce 1373